# 올리버 코른
올리버 코른(독일어: Oliver Korn, 1984년 10월 28일~)은 독일의 전직 필드하키 선수로 포지션은 미드필더이다. 하키 분데스리가의 울렌호르스터와 독일 필드하키 국가대표팀의 일원으로 활동했다. 
그는 독일 국가대표 선수로서 올림픽에 2회 출전했고 2008년과 2012년 하계 올림픽에서 금메달을 획득했다.